# Comisión de Helsinki

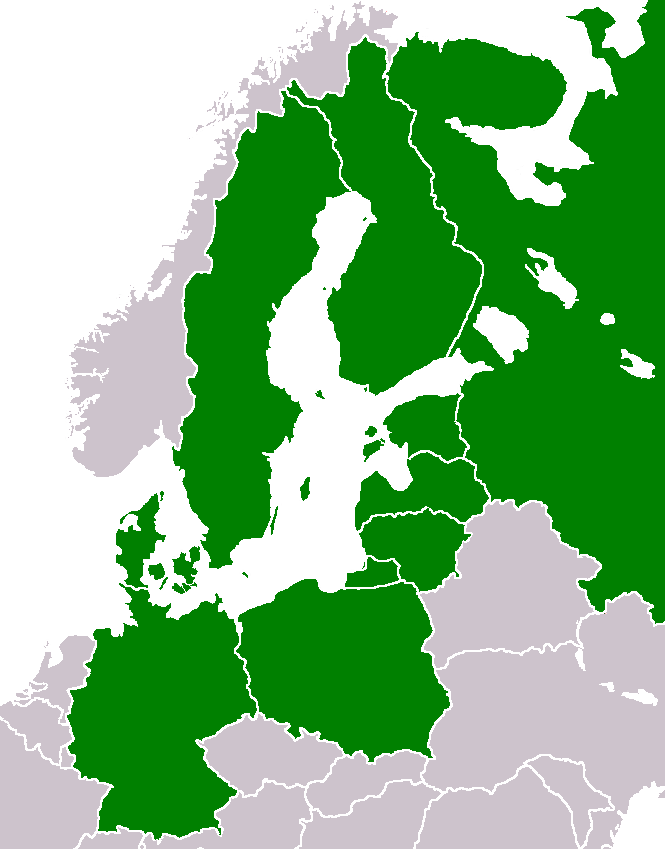
Mapa que muestra los miembros de la comisión, omitiendo la Unión Europea.

La Comisión de Helsinki o HELCOM es una organización internacional que gobierna la Convención para la Protección del Medio Ambiente Marino del Área del Mar Báltico (Convención de Helsinki). HELCOM trabaja para la protección del medio ambiente marino del mar Báltico. Las organizaciones participantes de HELCOM son las siguientes:
- Alemania
- Dinamarca (la Administración para la Seguridad Marítima Danesa)
- Estonia
- la Unión Europea
- Finlandia
- Letonia
- Lituania
- Polonia
- Rusia
- Suecia